# Geocrítica
En 1976 se fundó en Barcelona la revista Geo Crítica. Cuadernos Críticos de Geografía Humana, que publicaría seis números al año. Fue dirigida por Horacio Capel, profesor de la Universidad de Barcelona.

## Objetivos
En el primer número se señalaban los objetivos de la nueva publicación:

La situación actual de la Geografía española hace necesario iniciar una crítica sistemática de las concepciones dominantes y de los estudios concretos que se efectúan. A esta tarea pretende contribuir la serie Geo Crítica. El título de la serie debe entenderse como crítica de y desde la Geografía. Crítica de la Geografía, es decir de las concepciones teóricas dominantes y de las ideologías subyacentes. Crítica desde la Geografía, en cuanto intento consciente de utilizar la ciencia geográfica como arma crítica frente a la realidad social que nos rodea. Creemos que el desarrollo de una actitud crítica es una imperiosa exigencia del momento actual. En la Geografía española ello debe significar crítica de las teorías, de los métodos, de las estructuras, de la organización de los estudios y de las carreras profesionales, de nuestras propias obras. Geo Crítica pretende simplemente sumarse a otras iniciativas semejantes que en este sentido irán surgiendo en distintos puntos del país, entendiendo que esta "otra" Geografía ha de ser una creación colectiva fruto de la discusión rigurosa, no dogmática -y a ser posible, al mismo tiempo cordial
 Presentación de la serie Geocrítica (Enero de 1976) ()

## Historia
A partir de 1984 se constituyó un consejo de redacción en el que se integraron Pedro Fraile, Alberto Luis, Jordi Martí-Henneberg, Francesc Nadal, Josep Oliveras, Joan Eugeni Sánchez y Luis Urteaga. La revista publicó cien números hasta 1994, y tuvo una gran difusión en España y los países latinoamericanos. Paralelamente se desarrolló un Seminario Geocrítica de Postgrado, en el que se presentaron y debatieron los avances en los trabajos de investigación.
En los cien números que se publicaron, Geo Crítica se afirmó como una de las series básicas de la nueva geografía hispana y alcanzó un amplio prestigio en la comunidad científica internacional, reflejado en las valoraciones que se hicieron de la revista y sus índices de impacto. Algunas aportaciones fundamentales de las nuevas geografías se conocieron en España e Iberoamérica a través de las páginas de Geo Crítica, que gozó por ello de una popularidad notable entre los estudiosos de Europa y América Latina. A través de la revista se difundieron debates tales como el de la unidad de la ciencia geográfica, la dimensión ética y política de los conocimientos geográficos, el desarrollo de la geografía radical, la crítica y valoración de los métodos cuantitativos, las nuevas tendencias científicas en los países anglófonos y germanos, la naturaleza y métodos de la geografía social y otros muchos. La serie tuvo también una atención persistente a problemas de epistemología científica, a la historia de la ciencia, a la didáctica de las ciencias sociales y al urbanismo. Esto hizo de Geo Crítica una serie muy atractiva y citada no solo por geógrafos, sino también por científicos sociales, filósofos e historiadores de la ciencia.

## El Portal Geocrítica
En 1996 se constituyó el portal Geocrítica () en la Universidad de Barcelona. En él se han ido incorporando una serie de contenidos que lo hacen uno de los más difundidos en el campo de las ciencias sociales en español. Se encuentran en este portal, además de la colección completa de la revista Geo Crítica, las siguientes publicaciones periódicas:
- Scripta Nova ([3])

- Biblio 3W. Revista Bibliográfica de Geografía y Ciencias Sociales ([4])

- Aracné. Recursos Electrónicos para las Ciencias Sociales([5])

- Scripta Vetera. Edición Electrónica de Trabajos Publicados sobre Geografía y Ciencias Sociales ([6])

También existen secciones dedicadas a enseñanza (), investigación (), libros electrónicos () y una Red Geocrítica Internacional ().
Geocrítica es un proyecto colectivo en el que han intervenido, tanto en su puesta en marcha como en su desarrollo posterior, un gran número de personas. En la fase inicial fue esencial la colaboración de Hugo Gagiotti, Mercedes Arroyo, Rodrigo Hidalgo y Héctor Mendoza. Más adelante fue decisiva la intervención de Vicente Casals, Paulo R. Soares, Vanda Ueda, Joan Eugeni Sánchez, Rafael Alcaide, Luis Urteaga, Jeffer Chaparro y Miriam H. Zaar, todos los cuales han actuado como coordinadores, editores y codirectores de las revistas que se encuentran en este portal. A ello hay que sumar un elevado número de colaboradores que aparecen citados en el portal.
El impacto de estas publicaciones electrónicas ha sido muy grande, tanto en geografía como en otras disciplinas.
A ello se han unido los Coloquios Internacionales de Geocrítica, inaugurados en 1999 y celebrados anualmente en Barcelona, Santiago de Chile, Ciudad de México y Porto Alegre.
Geocrítica forma parte de un movimiento crítico en geografía y ha estimulado otras iniciativas semejantes en varios países.